# Adam Stefanović
Adam Stefanović (Alfabeto cirílico serbio: Адам Стефановић) (Perlez, Imperio austríaco; 27 de noviembre de 1832–6 de mayo de 1887) fue un litógrafo y pintor serbio. En colaboración con Pavle Čortanović, realizó las ilustraciones para el Kosovo Cyclus de la poesía épica serbia.

## Biografía
Stefanović nació en Perlez, Imperio austríaco, estudió en la Universidad de Munich en 1867 y más tarde en la Universidad de Viena.
Estuvo asociado con Pavle Čortanović. Vivió en Pančevo y en los años 1870 publicó su litografía con Čortanović. Es considerado el mejor ilustrador.

## Obras

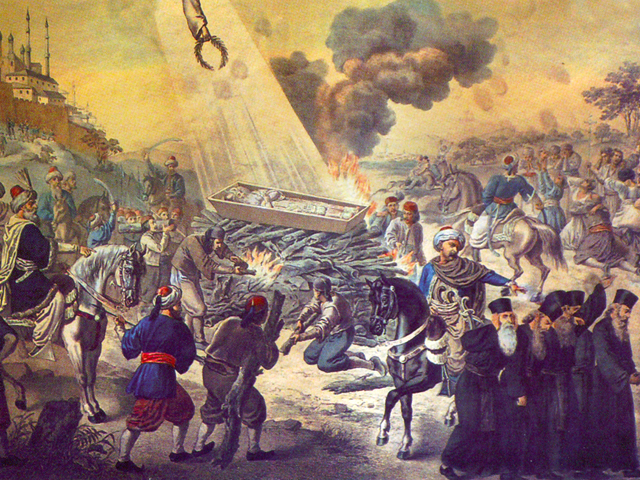
Burning of the Relics of St. Sava, ca. 1860
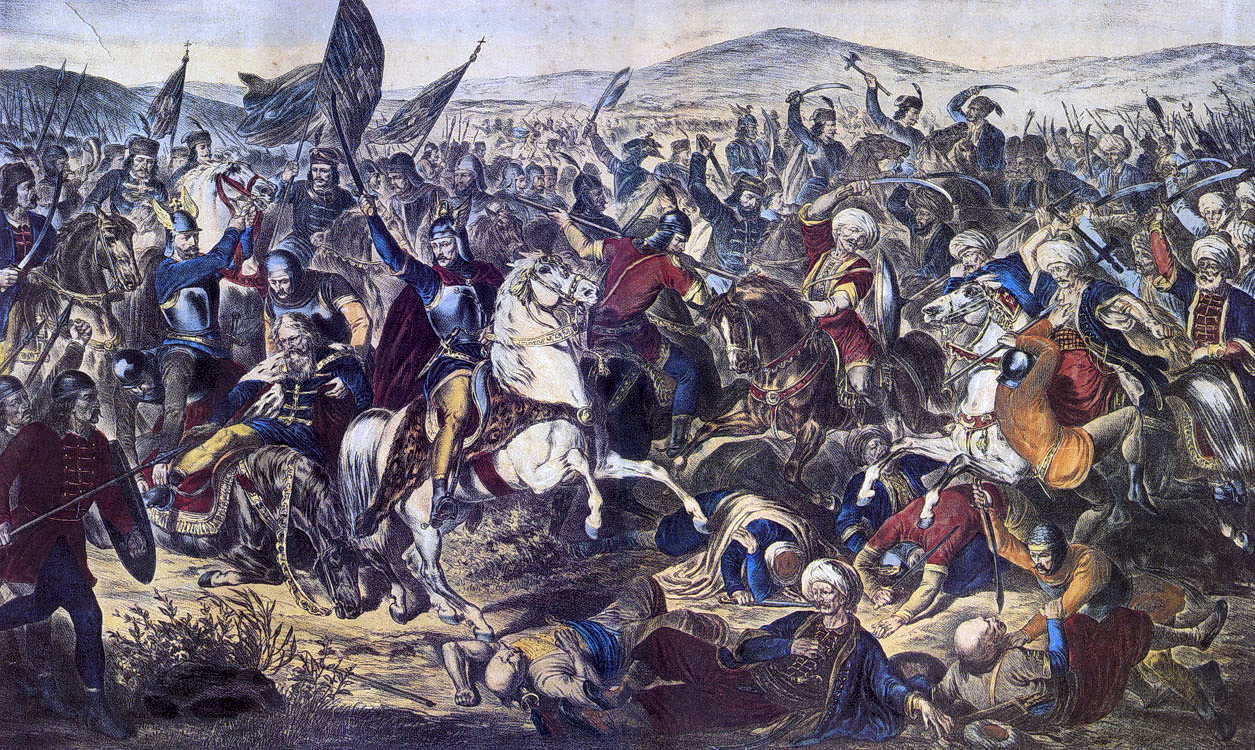
Batalla de Kosovo, 1870, conservado en el Museo Nacional de Belgrado.
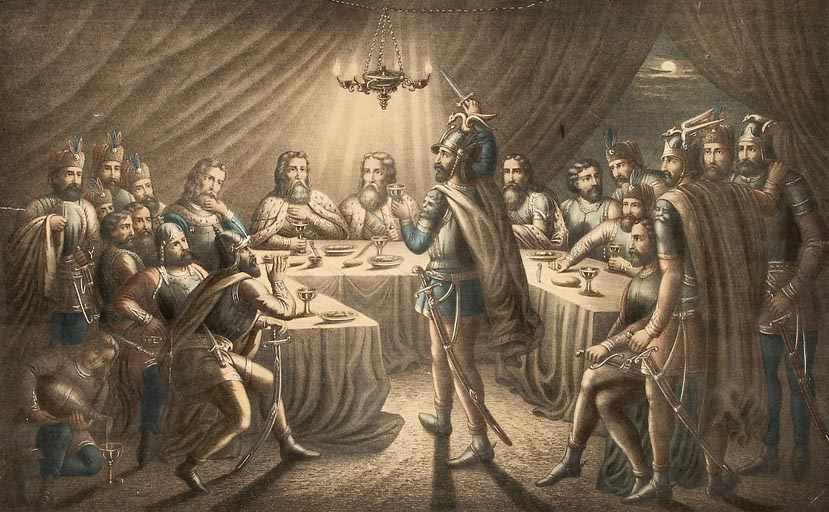
The Prince's Supper, 1871
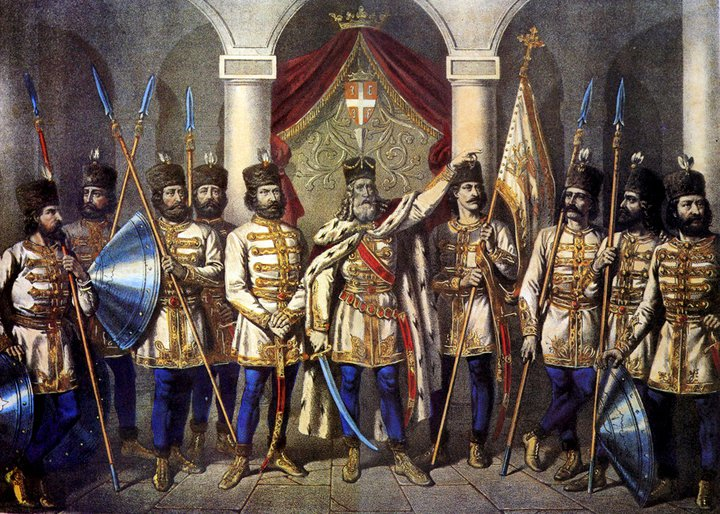
Jug Bogdan and Sons
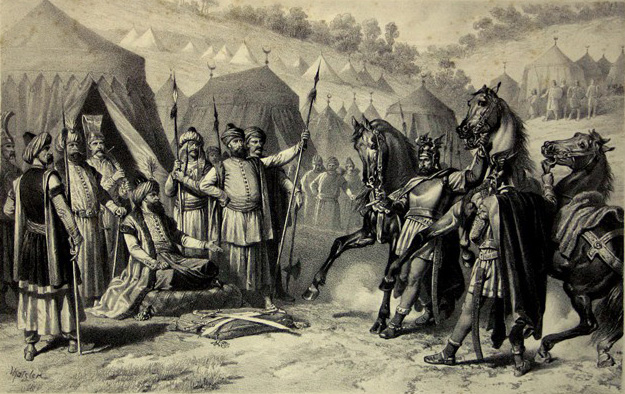
Miloš Obilić en la tienda de campaña de Murad I.